# San zhi Xiao Zhu yu Shen Deng
San zhi Xiao Zhu yu Shen Deng (xinès simplificat: 三只小猪与神灯, pinyin: Sān zhī Xiǎo Zhū yǔ Shén Dēng, literalment 'Els tres porquets i la làmpada divina') és una pel·lícula d'animació xinesa del 2015, dirigida per Liu Wei. Està inspirada en la faula occidental Els Tres Porquets. En esta versió, cadascun dels tres porquets, dos xiquets i una xiqueta, té la seua pròpia personalitat. El 2017 s'estrenà una seqüela.